# Mistrovství světa v šermu 2011
Mistrovství světa v šermu za rok 2011 se konalo v Catanii v Itálii ve dnech 8. až 16. října.

## Výsledky mužů
|                     | Zlato                                                                         | Stříbro                                                                              | Bronz                                                                          | Bronz                                                                          |
| ------------------- | ----------------------------------------------------------------------------- | ------------------------------------------------------------------------------------ | ------------------------------------------------------------------------------ | ------------------------------------------------------------------------------ |
| Šerm kordem         | Paolo Pizzo (ITA)                                                             | Bas Verwijlen (NED)                                                                  | Pak Kjong-tu (KOR)                                                             | Fabian Kauter (SUI)                                                            |
| Šerm fleretem       | Andrea Cassarà (ITA)                                                          | Valerio Aspromonte (ITA)                                                             | Giorgio Avola (ITA)                                                            | Victor Sintès (FRA)                                                            |
| Šerm šavlí          | Aldo Montano (ITA)                                                            | Nicolas Limbach (GER)                                                                | Ku Pon-kil (KOR)                                                               | Luigi Tarantino (ITA)                                                          |
| Družstvo kordistů   | Francie (FRA) Yannick Borel Gauthier Grumier Ronan Gustin Jean-Michel Lucenay | Maďarsko (HUN) Gábor Boczkó Géza Imre Péter Somfai Péter Szényi                      | Švýcarsko (SUI) Max Heinzer Fabian Kauter Florian Staub Benjamin Steffen       | Švýcarsko (SUI) Max Heinzer Fabian Kauter Florian Staub Benjamin Steffen       |
| Družstvo fleretistů | Čína (CHN) Lej Šeng Ma Ťien-fej Čang Liang-liang Ču Ťün                       | Francie (FRA) Victor Sintès Brice Guyart Erwann Le Péchoux Marcel Marcilloux         | Německo (GER) Sebastian Bachmann Peter Joppich Benjamin Kleibrink André Weßels | Německo (GER) Sebastian Bachmann Peter Joppich Benjamin Kleibrink André Weßels |
| Družstvo šavlistů   | Rusko (RUS) Pavel Bykov Nikolaj Kovaljov Veniamin Rešetnikov Alexej Jakimenko | Bělorusko (BLR) Alexandr Bujkevič Dmitrij Lapkes Alexej Lichačevskij Valerij Prjomko | Itálie (ITA) Aldo Montano Diego Occhiuzzi Giampiero Pastore Luigi Tarantino    | Itálie (ITA) Aldo Montano Diego Occhiuzzi Giampiero Pastore Luigi Tarantino    |

## Výsledky žen
|                      | Zlato                                                                                      | Stříbro                                                                                      | Bronz | Bronz |
| -------------------- | ------------------------------------------------------------------------------------------ | -------------------------------------------------------------------------------------------- | --- | --- |
| Šerm kordem          | Li Na (CHN)                                                                                | Sun Jü-ťie (CHN)                                                                             | Anca Măroiuová (ROU)                                                                                     | Ana-Maria Brânzăová (ROU)                                                                                |
| Šerm fleretem        | Valentina Vezzaliová (ITA)                                                                 | Elisa Di Franciscaová (ITA)                                                                  | Lee Kieferová (USA)                                                                                      | Nam Hjon-hui (KOR)                                                                                       |
| Šerm šavlí           | Sofja Veliká (RUS)                                                                         | Mariel Zagunisová (USA)                                                                      | Olha Charlanová (UKR)                                                                                    | Julija Gavrilovová (RUS)                                                                                 |
| Družstvo kordistek   | Rumunsko (ROU) Loredana Dinuová Simona Alexandruová Anca Măroiuová Ana-Maria Brânzăová     | Čína (CHN) Li Na Luo Siao-ťüan Sun Jü-ťie Sü An-čchi                                         | Itálie (ITA) Nathalie Moellhausenová Bianca Del Carrettová Rossella Fiamingová Mara Navarriaová          | Itálie (ITA) Nathalie Moellhausenová Bianca Del Carrettová Rossella Fiamingová Mara Navarriaová          |
| Družstvo fleretistek | Rusko (RUS) Inna Deriglazovová Larisa Korobejnikovová Jevgenija Lamonovová Aida Šanajevová | Itálie (ITA) Elisa Di Franciscaová Arianna Errigová Ilaria Salvatoriová Valentina Vezzaliová | Jižní Korea (KOR) Čon Hui-suk Čong Kil-ok I Hje-sun Nam Hjon-hui                                         | Jižní Korea (KOR) Čon Hui-suk Čong Kil-ok I Hje-sun Nam Hjon-hui                                         |
| Družstvo šavlistek   | Rusko (RUS) Jekatěrina Ďjačenková Dina Galiakbarovová Julija Gavrilovová Sofja Veliká      | Ukrajina (UKR) Olha Charlanová Olena Chomrovová Halyna Pundyková Olha Žovnirová              | Spojené státy americké (USA) Ibtihaj Muhammadová Daria Schneiderová Dagmara Wozniaková Mariel Zagunisová | Spojené státy americké (USA) Ibtihaj Muhammadová Daria Schneiderová Dagmara Wozniaková Mariel Zagunisová |

## Pořadí národů
|     | Země                         | Zlato | Stříbro | Bronz | Celkem |
| --- | ---------------------------- | ----- | ------- | ----- | ------ |
| 1.  | Itálie (ITA)                 | 4     | 3       | 4     | 11     |
| 2.  | Rusko (RUS)                  | 4     | 0       | 1     | 5      |
| 3.  | Čína (CHN)                   | 2     | 2       | 0     | 4      |
| 4.  | Francie (FRA)                | 1     | 1       | 1     | 3      |
| 5.  | Rumunsko (ROU)               | 1     | 0       | 2     | 3      |
| 6.  | Spojené státy americké (USA) | 0     | 1       | 2     | 3      |
| 7.  | Německo (GER)                | 0     | 1       | 1     | 2      |
| 7.  | Ukrajina (UKR)               | 0     | 1       | 1     | 2      |
| 9.  | Bělorusko (BLR)              | 0     | 1       | 0     | 1      |
| 9.  | Maďarsko (HUN)               | 0     | 1       | 0     | 1      |
| 9.  | Nizozemsko (NED)             | 0     | 1       | 0     | 1      |
| 12. | Jižní Korea (KOR)            | 0     | 0       | 4     | 4      |
| 13. | Švýcarsko (SUI)              | 0     | 0       | 2     | 2      |

## Česká reprezentace
- Kord mužů – Jiří Beran, Jakub Ambrož, Martin Čapek, Zdeněk Coufal
- Fleret mužů – Alexander Choupenitch, Václav Kundera, Vilém Mádr
- Šavle mužů – Jan Hoschna, Jan Doležal

- Kord žen – Daniela Doubová, Dominika Doubová, Tereza Stefflová
- Fleret žen – Eliška Šabartová
- Šavle žen – Eliška Dašková